# 歐姆 (坑)
欧姆环形山(Ohm)是位于月球背面北半部的一座年轻大撞击坑，约形成于哥白尼纪，其名称取自德国物理学家格奥尔格·西蒙·欧姆(1789年-1854年)，1970年被国际天文联合会正式批准接受。

## 描述

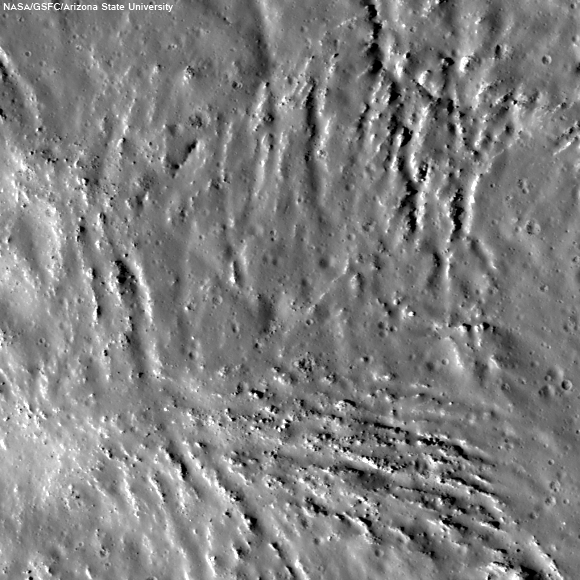
欧姆环形山西南坑底，月球勘测轨道飞行器拍摄，图像宽度790米。

该陨坑西北偏西毗邻斯滕伯格环形山、北面坐落了略小的科姆里环形山，奥尔特环形山位于它的东面、东南和西南分别横亘了布特列洛夫陨石坑和卡末林·昂内斯环形山。该陨坑中心月面坐标为18°19′N 113°47′W / 18.32°N 113.78°W，直径61.75公里，深度约2.72公里。
欧姆环形山边缘轮廓较为参差，但几乎未受磨损，除南侧外，大部分坑壁仍峻峭巉刻，陡峭的内壁上显示有阶地状结构，环坡底分布了一圈坍塌形成岩屑堆。坑壁最大高出周边地形1220米，内部容积约3258公里3。坑内地表相对平坦，散布着一些小山丘以及可能是月壳碎裂构成的巨岩(见上图中星号处)，并可看到熔岩凝固后，所形成的交叉走向，宽达18米的裂隙。坑底中心处坐落了一座由辉长-苏长斜长岩(AG)和含85-90%斜长石的辉长-苏长-橄长斜长岩(GNTA1)及含80-85%斜长石的辉长-苏长-橄长斜长岩(GNTA2)组成的小中央峰，在它的西侧分布有一群小山丘。
该环形山位于朝四向辐射，穿越周边月表数百公里的射纹系统中心，但距陨坑20-30公里范围内却几乎无射纹线痕迹，越出这一区域则是带有向西北、东北偏东和西南向散射条纹的高反照率区。

## 参引资料
1. 1 2 3 4  Lunar Impact Crater Database
2. ↑   (PDF).   [2017-03-24]. （原始内容存档 (PDF)于2016-12-27）.
3. ↑  .   [2017-03-24]. （原始内容存档于2018-06-26）.

## 另请参阅
- Andersson, L. E.; Whitaker, E. A. . NASA RP-1097. 1982.
- Blue, Jennifer. . USGS. July 25, 2007  [2007-08-05]. （原始内容存档于2012-04-08）.
- Bussey, B.; Spudis, P. . New York: Cambridge University Press. 2004. ISBN 978-0-521-81528-4.
- Cocks, Elijah E.; Cocks, Josiah C. . Tudor Publishers. 1995. ISBN 978-0-936389-27-1.
- McDowell, Jonathan. . Jonathan's Space Report. July 15, 2007  [2007-10-24]. （原始内容存档于2012-05-26）.
- Menzel, D. H.; Minnaert, M.; Levin, B.; Dollfus, A.; Bell, B. . Space Science Reviews. 1971, 12 (2): 136–186. Bibcode:1971SSRv...12..136M. doi:10.1007/BF00171763.
- Moore, Patrick. . Sterling Publishing Co. 2001. ISBN 978-0-304-35469-6.
- Price, Fred W. . Cambridge University Press. 1988. ISBN 978-0-521-33500-3.
- Rükl, Antonín. . Kalmbach Books. 1990. ISBN 978-0-913135-17-4.
- Webb, Rev. T. W.  6th revised. Dover. 1962. ISBN 978-0-486-20917-3.
- Whitaker, Ewen A. . Cambridge University Press. 1999. ISBN 978-0-521-62248-6.
- Wlasuk, Peter T. . Springer. 2000. ISBN 978-1-85233-193-1.